# Røjlegrøften Naturpark
Røjlegrøften Naturpark er et 9,25 hektar stort naturområde i Høje-Taastrup kommune. Naturparken blev indviet i 2017. Der er tre søer i parken.
I naturparken er der blandt andet plantet æbletræer, hyld, hassel og mirabeller.
Der er grus- og græsstier rundt i det kuperede landskab. I parken er der en naturlegeplads, motionsredskaber, shelter med bålsted, udsigtsplatform, bord/bænke, hængekøjer, grill samt en bådebro. Skoler og foreninger kan med tilladelse fra Høje-Taastrups kommunes Driftsby sejle i kano og kajak på søerne.